# Cuautitlán kommun
Cuautitlán är en kommun i Mexiko. Den ligger i delstaten Mexiko, i den centrala delen av landet, cirka 28 kilometer norr om huvudstaden Mexico City. Huvudorten i kommunen är Cuautitlán. Kommunen ingår i Mexico Citys storstadsområde och hade 140 059 invånare vid folkmätningen 2010.